# La mascotte dell'esercito
La mascotte dell'esercito (The Army Mascot) è un film del 1942 diretto da Clyde Geronimi. È un cortometraggio animato della serie Pluto, prodotto dalla Walt Disney Productions e uscito negli Stati Uniti il 22 maggio 1942, distribuito dalla RKO Radio Pictures. Nel maggio 1998 fu inserito nel film di montaggio direct-to-video I capolavori di Pluto.

## Trama
Pluto si accorge che le mascotte canine di una base militare (tra cui il bulldog Butch) ricevono sempre della carne. Decide così di intrufolarvisi e travestirsi per ricevere il pasto della capra Gunther, che però consiste in un mucchio di lattine. La capra lo scopre e lo spedisce via con una testata. Pluto allora si mette in mostra davanti ai militari, masticando un pezzo di tabacco più grande di quello di Gunther. La capra gelosa, con un'altra testata, gli fa ingoiare il tabacco. Mentre Pluto è stordito, Gunther lo prepara in modo da poterlo colpire al meglio con le corna, e prende la rincorsa. Il cane però si sposta, e Gunther si ritrova nel magazzino degli esplosivi, saltando in aria e finendo attaccato al muso di uno Yankee Clipper. Pluto prende così il posto di Gunther e riceve per cena un prosciutto arrosto.

## Distribuzione

### Edizioni home video

#### VHS
- Cartoons Festival II (settembre 1982[2], riedita nel 1985 con il titolo Cartoons Disney 2[3])
- Le avventure di Pluto (gennaio 1985)[4]
- Le avventure di Pluto (febbraio 1990)[5]

#### DVD
Il cortometraggio è incluso nel DVD Walt Disney Treasures: Pluto, la collezione completa - Vol. 1.